# 루도비코 마닌

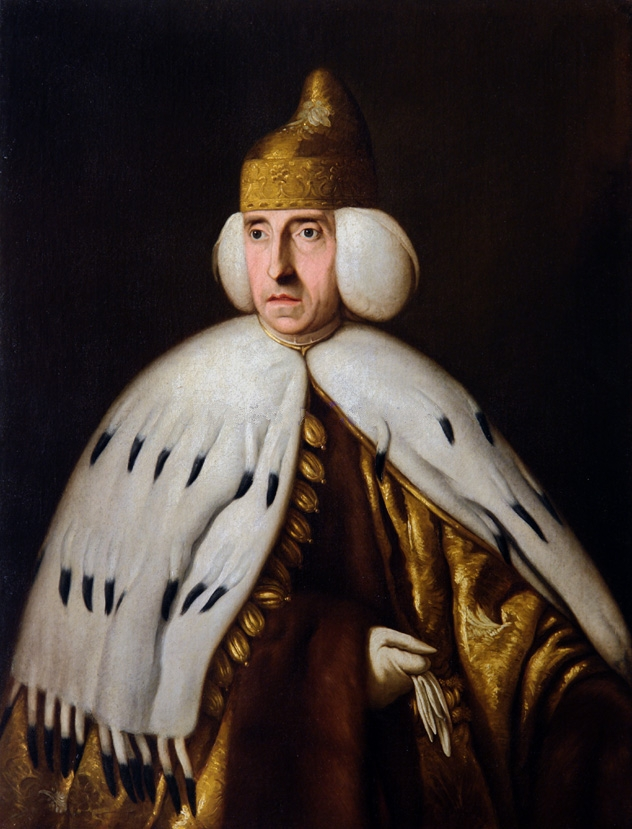
루도비코 마닌

루도비코 마닌(Ludovico Manin, 1725년 5월 14일, 베네치아 공화국 베네치아 ~ 1802년 10월 24일 이탈리아 공화국 베네치아)은 베네치아 공화국의 마지막 도제이다. 1789년 베네치아 공화국의 도제로 선출되었다. 그와 베네치아 정부는 대프랑스 동맹에 가담했다 중립을 선언했으나, 1797년 오스트리아군 격퇴를 빌미로 베네치아를 침공한 나폴레옹 보나파르트에 의해 베네치아 공화국은 멸망하였고, 마닌은 이후 1802년까지 생존하였다.

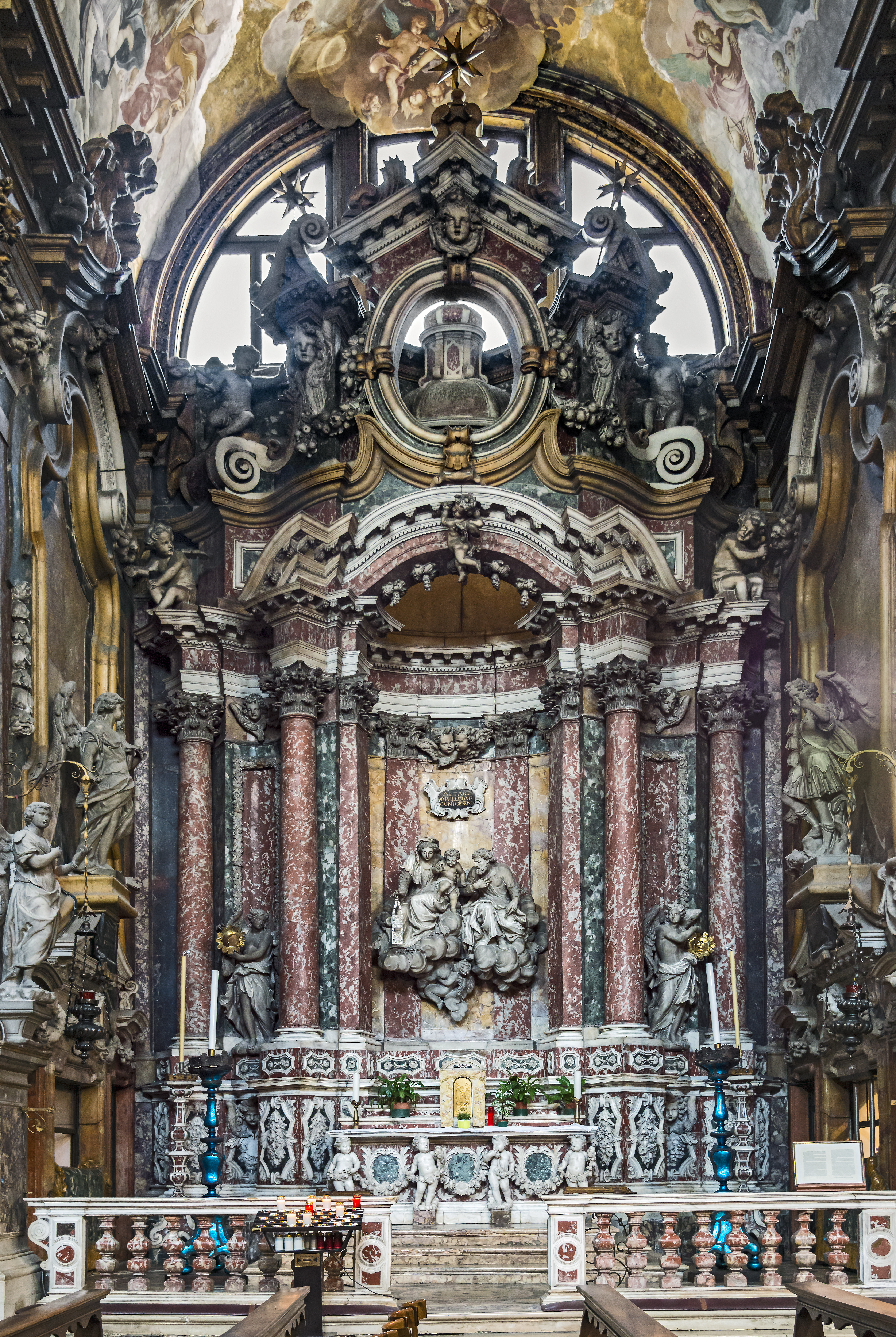
루도비코 마닌의 무덤.

## 기타
- 1848년~1849년 동안 반 오스트리아 반란을 일으켜 베네치아 공화국을 일시 부활시킨 다니엘레 마닌은 그의 친척 중 한 사람이다.